# Runcinida
Runcinida is een geslacht van weekdieren uit de klasse van de Gastropoda (slakken).

## Soorten
- Runcinida elioti (Baba, 1937)
- Runcinida marisae Chernyshev, 1998
- Runcinida valentinae Chernyshev, 2006